# دانيال كورسو
دانيال كورسو هو لاعب هوكي جليد كندي، ولد في 3 أبريل 1978 في مونتريال في كندا.

## وصلات خارجية
- دانيال كورسو على موقع دوري الهوكي الوطني (الإنجليزية)
- دانيال كورسو على موقع دوري الهوكي للقارات (الإنجليزية)
- دانيال كورسو على موقع EliteProspects.com (الإنجليزية)
- دانيال كورسو على موقع Eurohockey.com (الإنجليزية)
- دانيال كورسو على موقع HockeyDB.com (الإنجليزية)
- دانيال كورسو على موقع Hockey-Reference.com (الإنجليزية)